# Wydawnictwo nutowe Nowa Scena
Wydawnictwo nutowe Nowa Scena – wydawnictwo działające w Warszawie w latach ok. 1930–1939.
Od 1933 wydawnictwo wchodziło w skład firmy Syrena Rekord. Oferowało nuty utworów, które ukazywały się na płytach firmy Syrena Electro. Utwory miały angielskie podtytuły. Pierwszym dyrektorem był Aleksander Jellin, następnym Hilary Tempel, a po nim Zenon Friedwald, który kierował wydawnictwem w latach 1935–1939. Michał Fereszko pod pseudonimem Michał Żukowski aranżował utwory rozrywkowe i muzykę filmową dla tego wydawnictwa, był w nim etatowo zatrudniony do wybuchu II wojny światowej. 
Wydawnictwo i skład główny „Nowa Scena” mieściły się w Warszawie, przy ul. Nowy Świat 26. Siedziba wydawnictwa stała się giełdą artystyczną, odwiedzaną przez kompozytorów, autorów, piosenkarzy, dyrektorów teatrów. Sloganem firmy było: „Nowa Scena” wydaje tylko przeboje. Innym aspektem firmy było prowadzenie biura teatralnego zajmującego się przygotowaniem zespołów artystycznych dla teatrów i kin.